# Ophiura umitakamaruae
Ophiura umitakamaruae is een slangster uit de familie Ophiuridae.
De wetenschappelijke naam van de soort werd in 1968 gepubliceerd door Seno & Irimura.